# 라일리야수쿠스
라일리야수쿠스(학명:Rileyasuchus bristolensis)는 악어목 피토사우루스과에 속하는 악어이다. 지금은 멸종된 악어로 몸길이가 4~6m인 거대한 악어에 속한다.

## 특징
라일리야수쿠스는 넓게 확장된 부분적인 두개골을 가진 것이 특징이다. 역사와 분류학적으론 프리드리히 폰 후 에네 두 척추 뼈에 대한 새로운 종과 브리스톨에서 예금에서 상완의 이름을 지었다. 그는 펠레오사우루스의 속으로 1908년(이 관점에 의해 몇개의 펠레오사우루스의 속에 배속된 종들도 같이 추가됐다.)으로 인식해 왔다.20세기의 대부분을 unrecognized, 1961년 오스카 쿤 Rileya Rileyasuchus까지 이름을 제외하고 임했을지 모르는 것 같다. 아드리안 헌트 1994년(박사 학위 논문)에서 처음 이런 출판되지 않는 herrerasaurid에 있다고 시사했다. 벤턴(알. (2000년)형식 표본은 실제로 피토사우루스(pytosaurus)와 테코돈토사우루스(thecodontosaurus) 척추뼈로 구성된 키메라라고 표시하였다. 그것은 가장 잘 명명된 두비움으로 간주된다. 수생의 생활에 잘 적응한 악어의 종으로 라일리야쿠스는 발이 물갈퀴의 모습으로 변해 수중에서의 유영을 보다 원활하게 하도록 도와줬으며 이는 다른 피토사우루스과들과 공통적으로 해당되는 특징이다. 그래서 앞다리에 비교해서 뒷다리가 더욱 길다. 양턱에는 15~20개의 날카롭게 세랭된 톱니 모양의 이빨을 가지고 있으며 이것을 통해 라일리아쿠스는 피토사우루스과로서 반수생악어와 같은 포식자였을 것이다. 이빨은 먹이를 붙잡고 자르거나 베면서 먹이를 쉽게 삼키도록 하는 역할을 했을 것으로 추정이 된다. 먹이로는 당대에 서식하던 물고기와 갑각류를 포함한 육식성의 먹이와 양치식물과 같은 초식성의 먹이까지 모두 골고루 섭이했을 잡식성의 악어로 추정되는 종이다.

## 생존시기와 서식지와 화석의 발견
라일리야쿠스가 생존하던 시기는 중생대의 트라이아스기 후기로 지금으로부터 2억년전~1억 8천만년전에 생존했던 악어이다. 생존했던 시기에는 유럽을 중심으로 하는 강과 호수에서 주로 서식했던 종으로 추정이 된다. 화석의 뱔견은 1902년에 영국의 고생물학자인 폰 후 에네가 유럽의 트라이아스기에 형성된 지층에서 처음으로 화석이 발견되어 새롭게 명명된 종이며 이후인 1961년에는 독일의 고생물학자인 오스카 쿤에 의해 다시 재명명이 된 종이다.

## 같이 보기
- 악어
- 중생대
- 트라이아스기
- 파충류
- 화석